# 1990-1999
De jaren 1990-1999 (van de christelijke jaartelling) vormen het tiende, en laatste decennium in de 20e eeuw.

## Gebeurtenissen en ontwikkelingen
Mondiaal

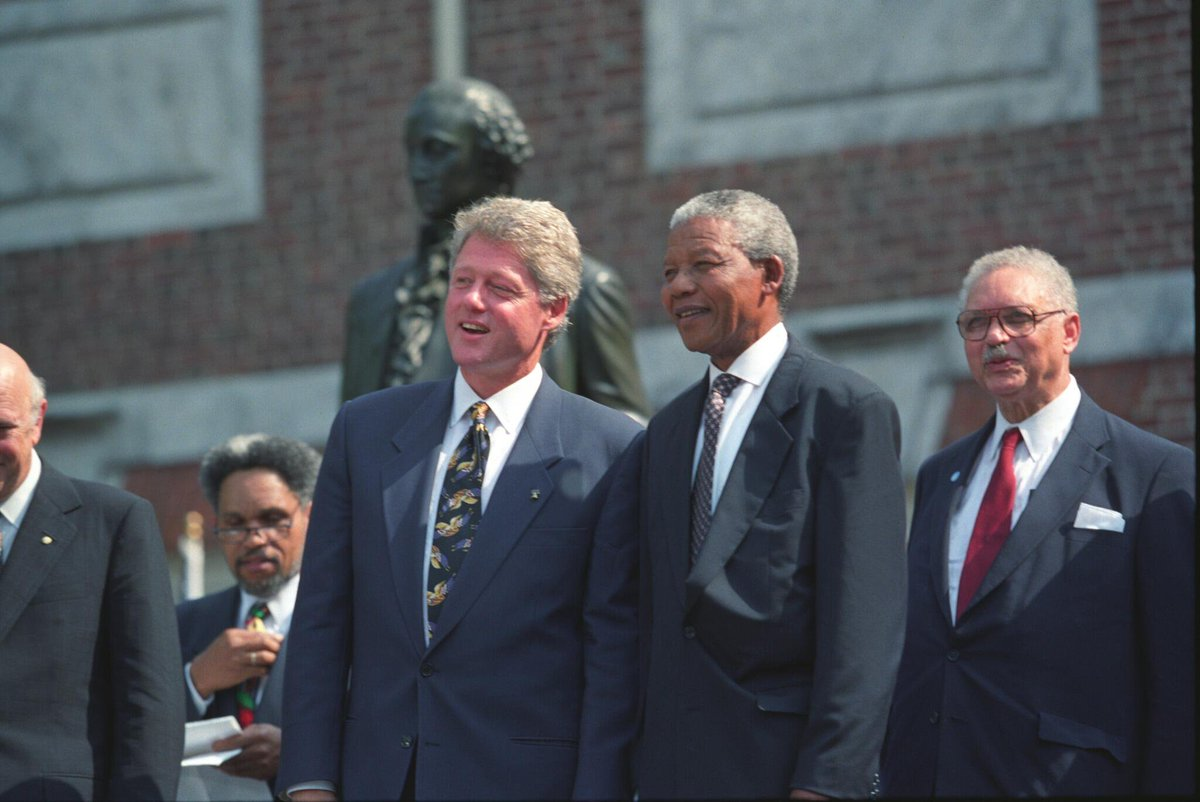
Nelson Mandela en president van de Verenigde Staten Bill Clinton in 1993

- Het einde van de Koude Oorlog en de daaruit volgende hegemonie van het westen onder aanvoering van de Verenigde Staten geeft velen het idee dat ideologische conflicten en permanente oorlogsdreiging voorgoed tot het verleden behoren. Tekenend hiervoor is het in het begin van de jaren 90 populaire boek Het einde van de geschiedenis en de laatste mens van politicoloog Francis Fukuyama waarin hij stelt dat de "liberale vredesdemocratie" als enige winnaar is overgebleven. De Amerikaanse president Bush spreekt van een "nieuwe wereldorde".
- De laatste ondergrondse kernproef door de VS, op het Kernwapentestgebied in Nevada, was in 1992, door de Sovjet-Unie in 1990, door het Verenigd Koninkrijk in 1991 en zowel Frankrijk als China gaan hiermee door tot in 1996. Na het aannemen van het kernstopverdrag (internationaal bekend als Comprehensive Test Ban Treaty) in 1996 hebben al deze staten beloofd te stoppen met kernproeven.
- De gruweldaden begaan tijdens de Joegoslavische Burgeroorlog en de Rwandese Genocide leiden voor het eerst sinds 1945 tot het instellen van internationale tribunalen door de Verenigde Naties: het Joegoslavië-tribunaal in Den Haag en het Rwanda-tribunaal in Arusha. Bovendien wordt in 1998 te Rome besloten tot het stichten van een Internationaal Strafhof, te vestigen in Den Haag.

Rusland en satellieten
- Boris Jeltsin, president van de Russische federatie voert een democratische grondwet in met persvrijheid. Maar de economische shocktherapie van zijn premier Jegor Gajdar leidt tot ontwrichting van de maatschappij en tot schaamteloze zelfverrijking van enkele 'oligarchen'. Ten slotte veroorzaakt de roebelcrisis wereldwijd een scherpe daling van de beurskoersen.
- De prille Russische democratie wordt voortdurend bedreigd door extreem-nationalisten als Vladimir Zjirinovski en door de nog invloedrijke communistische partij. Het zwaar verdeelde democratische kamp overleeft alleen door het persoonlijke prestige van de zieke president Jeltsin.
- De andere Sovjetrepublieken worden zelfstandige staten die afspreken met Rusland samen te werken in het Gemenebest van Onafhankelijke Staten. In de Centraal-Aziatische republieken ontstaan direct spanningen tussen de ex-communistische bestuurders en door Iran gesteunde zuidelijke stammen. In de jaren 1992 - 1997 vallen bij een burgeroorlog in Tadzjikistan tussen islamitische strijders en de door Moskou gesteunde regering dertigduizend doden en slaat een miljoen mensen op de vlucht.
- Ook leidt de ontbinding van de Sovjet-Unie tot de Oorlog in Nagorno-Karabach, waar Armenië erin slaagt een christelijke minderheid te beschermen tegen het omliggende islamitische Azerbeidzjan.
- Ook Rusland zelf kent nog interne strubbelingen. In 1991 verklaart Tsjetsjenië zich onafhankelijk. In 1994 valt het Russische leger de republiek binnen, en dit leidt tot de Eerste Tsjetsjeense Oorlog, waarvoor in 1996 een wapenstilstand wordt gesloten. In 1999 komt het opnieuw tot oorlog tussen Russen en separatisten en wordt het gebied nogmaals ingenomen door de eersten.

Balkan
- Ook Joegoslavië is een staat die in deze tijd in stukken uiteenvalt. Slovenië en Kroatië verklaren zich in 1991 onafhankelijk, Macedonië volgt later dat jaar, en Bosnië in 1992. Alleen Servië en Montenegro blijven over.
- In Kroatië, maar vooral in Bosnië, komt het daarna tot bloedige conflicten tussen de diverse bevolkingsgroepen: Kroaten en Serviërs in Kroatië; Kroaten, Serviërs en Bosniërs in Bosnië. De oorlog in Bosnië wordt uiteindelijk na interventie van de NAVO beëindigd in het Verdrag van Dayton, dat Bosnië verdeelt in een Servisch en een Kroatisch/Bosnisch deel. Tijdens de oorlog vinden vele mensenrechtenschendingen plaats, zoals de zogenaamde etnische zuiveringen: het deporteren of vermoorden van personen van een andere etniciteit. Het beeld van uitgeteerde gevangenen in concentratiekampen roept herinneringen op aan de Holocaust. Om deze misdaden te onderzoeken en berechten wordt het Joegoslaviëtribunaal opgericht.
- Ook Kosovo, een gebied in Zuid-Servië is het strijdtoneel van etnische onlusten. Dit gebied heeft een Albanese meerderheid, en die wil zich bij Albanië aansluiten. Een verzetsgroep, het UCK wordt opgericht. De Serviërs strijden tegen het UCK, maar volgens velen zijn de Servische militaire acties ook tegen de Albanese burgers gericht. De NAVO eist de terugtrekking van de Serviërs uit Kosovo, en begint met bombardementen tegen Servische doelen, gevolgd door een militaire invasie in Kosovo. Uiteindelijk stemt Servië toe met een regeling waarin Kosovo weliswaar onderdeel van Servië blijft, maar de facto onder NAVO-bestuur komt.

Europa
- De Duitse hereniging krijgt gestalte door de aansluiting van het oosten bij de Bondsrepubliek. Bondskanselier Helmut Kohl paait de Oost-Duitsers door hun Oost-Duitse mark, die 20 pfennig waard is, een op een om te wisselen voor D-mark. De staatsbedrijven, gronden en andere bezittingen worden ondergebracht in de Treuhand, die alles verkoopt. De "Ossies", die hun harde Marken massaal omzetten in westerse auto's, verliezen vervolgens in rap tempo hun baan en alles wat hen vertrouwd was. Zo ontstaat de Ostalgie.
- Op initiatief van de Franse president François Mitterrand wordt de Oost-Europa Bank opgericht om de overgang te begeleiden van de voormalige Comeconlanden naar het westerse kapitalistische model.
- De Duitse economie heeft grote moeite met de omschakeling en loopt vast. Helmut Kohl verliest de verkiezingen, en wordt vervolgens beschuldigd van het aannemen van smeergeld voor zijn verkiezingscampagne. Gerhard Schröder vormt een rood-groene coalitie met Joschka Fischer van de Grüne, die zo voor het eerst in de regering komen.
- In Italië vindt een 'stille revolutie' plaats. Het politieke systeem, 45 jaar lang gedomineerd door de Democrazia Cristiana, implodeert door een serie van corruptieschandalen. De Operatie Schone handen geeft de Italianen hoop en moed, en de justitie begint zelfs een offensief tegen de Maffia, waarbij twee onderzoeksrechters worden vermoord. De mediamagnaat Silvio Berlusconi richt een politieke beweging op: Forza Italia. In Piëmont ontstaat een afscheidingsbeweging: de Lega Nord. De post-fascistische MSI hervormt zich onder de jonge leider Gianfranco Fini tot een rechtse partij binnen de democratie. Links zakt de machtige communistische partij in elkaar, zonder dat een echt alternatief ontstaat. Toch wint in 1996 de "Olijfcoalitie" de verkiezingen, en de hoogleraar Romano Prodi wordt premier.
- De neutrale landen Finland, Zweden en Oostenrijk kunnen zonder bezwaar van Rusland in 1995 toetreden tot de Europese Unie.
- De sociaaldemocraten in Europa schuiven met de kiezers mee naar het midden. De Nederlandse premier Wim Kok schudt in 1995 zijn 'ideologische veren' af. Tony Blair hervormt Labour en komt in 1997 aan de macht. In Frankrijk regeert Lionel Jospin onder de rechtse president Jacques Chirac en in Duitsland wordt de hervormer Gerhard Schröder kanselier. De voorzitter van de SPD, Oscar Lafontaine, treedt in 1999 teleurgesteld af.
- De landen van de Europese Gemeenschappen bouwen de Economische en Monetaire Unie op en voeren in 1999 de Euro in als giraal betaalmiddel.
- De Raad van Europa neemt in 1992 het Europees Handvest voor regionale talen of talen van minderheden aan, dat in 1998 in werking treedt. Het moet bescherming bieden aan regiotalen die in hun voortbestaan worden bedreigd.

Afrika
- F.W. de Klerk, de nieuwe president van Zuid-Afrika, verrast de wereld door niet alleen Nelson Mandela vrij te laten, maar ook met hem en andere ANC-vertegenwoordigers te gaan praten over het beëindigen van de Apartheid. De apartheidswetten worden afgeschaft, en er komen algemene verkiezingen waaraan iedereen, ongeacht ras, mag deelnemen. Hierbij krijgt het ANC de meerderheid, en Mandela wordt de eerste president van een post-apartheid-Zuid-Afrika.
- Door het einde van de Koude Oorlog kunnen Afrikaanse dictators niet meer zo gemakkelijk Oost en West tegen elkaar uitspelen. Zo ontstaat ook in Afrika een democratiseringsgolf. Landen als Tanzania, Zambia, Nigeria, Malawi, Ghana, Senegal en andere gaan meerdere partijen toelaten tot verkiezingen.
- Zulke meerpartijverkiezingen leiden in Algerije tot een zeer gewelddadige burgeroorlog tussen het leger en islamitische fundamentalisten die de verkiezingen leken te gaan winnen. Er vallen honderdduizend doden.
- Ook de West-Afrikaanse landen Liberia en Sierra Leone zijn het toneel van uiterst gewelddadige burgeroorlogen. In Liberia proberen stammen uit het noorden de uit de Verenigde Staten afkomstige elite uit het bestuursapparaat te verdrijven. In Sierra Leone gaat het vooral om de toegang tot de diamantvelden. Vele burgers worden verminkt door het afkappen van handen of voeten. Een belangrijke rol is weggelegd voor kindsoldaten. Het gebied komt tijdelijk tot rust als militieleider Charles Taylor wordt gekozen tot president van Liberia.
- 800.000 Tutsi en gematigde Hutu worden afgemaakt in de Rwandese Genocide door de Interahamwe-milities van militante Hutu.
- Opstandelingen van het Volksbevrijdingsfront van Tigray en uit Eritrea brengen in 1991 de marxistische Ethiopische dictator Mengistu ten val. Eritrea wordt in 1993 onafhankelijk, maar van 1998 tot 2000 vechten de voormalige strijdmakkers een bloedige grensoorlog uit.

Midden-Oosten
- Golfoorlog (1990-1991): In augustus 1990 valt Irak (geleid door Saddam Hoessein) Koeweit binnen. De Verenigde Staten met een groot aantal bondgenoten bombarderen Irak, en beginnen daarna een grondoffensief om Koeweit te bevrijden. Irak werpt raketten op Israël, maar moet zich uiteindelijk toch gewonnen geven.
- Irak moet wapeninspecties toelaten om te controleren dat het land geen massavernietigingswapens maakt. Dit laatste wordt niet altijd nageleefd door Irak, en maatregelen zoals een verbod van olie-export worden ingesteld.
- De Koerden in het noorden van Irak komen in opstand, hopend op Amerikaanse hulp. De Amerikanen en Britten beperken zich tot het instellen van 'no-fly zones', zodat De Iraakse luchtmacht niet kan bombarderen. Zo ontstaat in feite een Koerdische vrijstaat. Of eigenlijk twee, want al snel bestoken de Koerden elkaar en worden ze door de VN gescheiden in een "Barzanistan" en een "Talabanistan".
- In Turkije voert de Koerdische Arbeiderspartij PKK een uitzichtloze oorlog voor een eigen staat. In januari 1999 wordt hun leider Abdullah Öcalan op de vlucht in Kenia gearresteerd.
- Onder leiding van de Verenigde Staten en de Sovjet-Unie wordt in Madrid in 1991 een conferentie over het Israëlisch-Palestijnse conflict gehouden. Voor het eerst worden vertegenwoordigers van de PLO als gesprekspartners aanvaard door het westen en Israël. De conferentie levert niets op, maar na geheime onderhandelingen worden in september 1993 de Oslo-akkoorden gesloten. Het Israëlische leger ontruimt de dichtbevolkte bevolkingscentra op de Westelijke Jordaanoever en de Gazastrook, waar een Palestijnse Autoriteit wordt opgericht.
- De hightechindustrie in Israël groeit sterk. De grootschalige immigratiegolf uit de voormalige Sovjet-Unie  vergroot de beschikbare beroepsbevolking. Het sluiten van de Oslo-akkoorden  zorgt bovendien voor een verbetering van het investeringsklimaat, waardoor Silicon Wadi kan uitgroeien tot een omvangrijke hightechcluster.
- De overgave van Michel Aoun in oktober 1990 betekent het einde van de Libanese Burgeroorlog. Onder president Elias Hrawi en premier Rafik Hariri wordt begonnen met de wederopbouw van het land.
- In Egypte richt Gama'a al-Islamiyya samen met de Egyptische Jihad in 1991 het bloedbad van Luxor aan, waarbij 58 toeristen omkomen. In de volgende jaren plegen ze aanslagen op theaters, boekwinkels, hotels, musea en banken - allerlei plekken waar zij vermoeden dat intellectuelen, buitenlanders of rijken zich er ophouden. Van 1992 tot 1997 kosten de aanslagen van Gama'a al-Islamiyya meer dan 1.200 mensen het leven, waaronder het hoofd van de Egyptische politie, een parlementslid en tientallen westerse toeristen. Ook veel Egyptische burgers komen om het leven, vooral Kopten (Egyptische christenen). De regering treedt hard op tegen de terreur, en in 1997 zitten 20.000 leden van beide groepen in de gevangenis.

Azië
- Afghanistan vervalt na de verdrijving van de communisten tot een burgeroorlog. De macht van de nieuwe regering reikt niet verder dan Kaboel, terwijl daarbuiten de milities elkaar bevechten met het moderne wapentuig dat ze van de westerse landen hebben ontvangen om de Russen te bestrijden.
- Uiteindelijk staat een nieuw leger op, dat bestaat uit studenten van de vele Koranscholen in het oosten: de Taliban. Het volk juicht hen toe, maar als ze Kaboel hebben veroverd voeren ze een middeleeuws regime in dat ze handhaven met barbaarse straffen. Mannen moeten hun baard laten groeien en vrouwen een boerka dragen. De laatsten mogen niet werken of onderwijs volgen.
- In India nemen de religieuze spanningen toe. Hindoes breken de Babri-moskee in Ayodhya af waarna moslims in 1993 een reeks bomaanslagen plegen in Bombay. Als uitvloeisel komt in 1996 de militante hindoeregering van Atal Bihari Vajpayee aan de macht.
- Pakistan neemt zijn eerste kernproef in 1998. Dit leidt tot een nieuwe wapenwedloop met India, en tot een tijdelijke stopzetting van de Amerikaanse steun aan het land.
- De Volksrepubliek China herkrijgt de soevereiniteit over de havensteden Hongkong (van Groot-Brittannië in 1997) en Macau (van Portugal in 1999).

Medisch
- De behandeling van aids wordt succesvol door de 'combinatietherapie'. Een cocktail van drie virusremmers moet resistentie voorkomen.
- Het farmaceutische concern Pfizer brengt de erectiepil Viagra op de markt.
- Vanaf 1993 mag asbest niet meer worden verwerkt.
- Een nieuw antidepressivum Prozac wordt in korte tijd zeer populair.
- Het Montignacdieet is in zwang bij mensen die willen afvallen. Zij die willen stoppen met roken raadplegen de boeken van Allen Carr.
- Er sterven zo'n 150 mensen, vooral in Groot-Brittannië, aan de Ziekte van Creutzfeldt-Jakob, die vermoedelijk wordt veroorzaakt door het eten van met Gekkekoeienziekte besmette runderen.
- Een nieuwe "volksziekte" is de muisarm. Door het urenlang uitvoeren van dezelfde bewegingen ontstaat bij velen Repetitive strain injury ofwel RSI.

Amerika
- De Democratische regering van Bill Clinton in de Verenigde Staten loopt al na twee jaar vast op een Republikeinse meerderheid in het Congres. Clintons tweede termijn wordt gekenmerkt door zedenschandalen, waarbij zelfs een impeachment dreigt.
- De democratie in Venezuela loopt na 35 jaar vast op corruptie en vriendjespolitiek. In 1992 probeert kolonel Hugo Chávez vergeefs om president Carlos Andrés Pérez te verdrijven. Nog geen jaar later wordt Perez afgezet door het parlement en wordt hij vervolgd wegens fraude. In 1999 komt de putschist Chávez door verkiezingen aan de macht.
- De maoïstische guerrillabeweging Lichtend Pad in Peru wordt met groot geweld ontmanteld door president Alberto Fujimori. Deze schendt daarbij de mensenrechten en maakt zich schuldig aan corruptie.

België
- De grote zege bij de gemeenteraadsverkiezingen in 1991 van het Vlaams Blok brengt de andere partijen tot het afkondigen van een Cordon sanitaire: geen van hen zal samenwerken met het Blok om zo een meerderheid te bereiken. Zo blijft de partij van Dewinter buiten de gemeentebesturen.
- Vanaf 1993 is België een federale staat. De gewesten Vlaanderen, Wallonië en Brussel nemen bevoegdheden over zowel van de nationale regering als van de provincies.
- Het monopolie van Belgacom als telefoonmaatschappij wordt opgeheven. In de gewesten ontstaan verschillende initiatieven, zoals het Vlaamse Telenet.
- Het Agustaschandaal ontstaat in 1993 als aan het licht komt dat de socialisten ten behoeve van hun partijkas smeergeld hebben aangenomen voor de keuze van een militaire helikopter.
- Het dioxineschandaal, dat de voedselveiligheid betreft, leidt tot de val van de Belgische regering van Jean-Luc Dehaene.
- In 1996 wordt Marc Dutroux opgepakt. Een schokgolf gaat door het land, gevolgd door de witte mars.

Nederland
- Het wordt mogelijk om op het gemeentehuis een samenlevingscontract te sluiten. De meeste rechten en plichten voor gehuwden zijn ook van toepassing op geregistreerd samenwonenden. Met het contract komt de regering tegemoet aan homo's die willen kunnen trouwen.
- In het nachtelijke uitgaansleven worden Joes Kloppenburg (1996) en Meindert Tjoelker (1997) doodgetrapt omdat ze zich keren tegen vandalisme. In het geschokte Nederland ontstaat een beweging tegen zinloos geweld.
- Het IRT Noord-Holland/Utrecht is een interregionaal samenwerkingsverband van een aantal politiekorpsen waaronder Amsterdam en Utrecht. Het team maakt gebruik van een omstreden opsporingsmethode, namelijk het doorlaten van drugs onder regie van politie en justitie. Het doel daarvan is te kunnen doordringen tot in de top van de criminele organisatie die onderzocht wordt, de "erven Bruinsma". Eind 1993 valt het team onder veel tumult uit elkaar, waarna de IRT-affaire aanleiding geeft tot een parlementaire enquête.
- Nederland gaat de basiskustlijn in stand houden door zandsuppletie.
- Elektronisch huisarrest wordt in Nederland wettelijk mogelijk gemaakt als alternatief voor gevangenisstraf.

Suriname en de Nederlandse Antillen
- De 5000 bewoners van Moiwana die tijdens de Binnenlandse Oorlog waren gevlucht, worden na een verblijf van vijf jaar in Frans-Guyana langzamerhand gerepatrieerd.
- Nadat de aan Desi Bouterse gelieerde NPD in 1996 de verkiezingen heeft gewonnen, benoemt de regering-Wijdenbosch Henk Goedschalk wederom tot president van de Centrale Bank van Suriname. Onder Goedschalk worden op grote schaal Surinaamse guldens bijgedrukt terwijl de goudvoorraad verkocht wordt. De daaropvolgende hyperinflatie loopt op tot honderden procenten op jaarbasis. Bij demonstraties in Paramaribo is de leus "Bosje go home", en de president schrijft vervroegde verkiezingen uit. Hij laat een failliet land en twee niet betaalde bruggen na.
- Na jarenlang touwtrekken worden de monumenten van Willemstad (Curaçao) vanaf 1993 officieel beschermd. Met geld uit Nederland wordt een Monumentenfonds opgericht, waaruit eigenaren subsidie krijgen voor het restaureren van hun huizen. In rap tempo worden zo'n 200 monumenten in de oude binnenstad opgeknapt en worden hele buurten weer begaanbaar. In 1997 volgt plaatsing op de Werelderfgoedlijst van de UNESCO.

Informatica
- Na de kantoren gaan nu ook de woonhuizen van de meeste mensen in het Westen beschikken over een computer. Microsoft verovert met zijn besturingssysteem Windows vrijwel een monopoliepositie. Het populaire tekstverwerkingsprogramma Word Perfect wordt verdrongen door Microsofts Word en de internetbrowser Netscape legt het af tegen Microsofts Internet Explorer.
- Het wereldwijde computernetwerk dat bekendstaat als internet beleeft in de jaren negentig zijn grote doorbraak. In 1990 bevat het al meer dan 300.000 hosts als het van oorsprong militaire ARPANET wordt opgeheven om plaats te maken voor een civiel netwerk (NSFNet). De eerste aanbieders van inbelverbindingen doen hun intrede. Vanaf 1994 is NSFNet niet langer de enige backbone (ruggengraat) van het internet. In dat jaar wordt het World Wide Web Consortium opgericht.
- Aanvankelijk is e-mail de belangrijkste functie van het netwerk. Al snel komen daar de Usenet-nieuwsgroepen en IRC bij, en vanaf het midden van de jaren negentig wint het World Wide Web snel aan populariteit. Op briefpapier wordt naast het fysieke adres voortaan ook het e-mailadres vermeld, en veel bedrijven en consumenten manifesteren zich op het internet via een zogeheten homepage. Sociale contacten worden onderhouden via instant messaging services als MSN Messenger en ICQ. De zee aan informatie wordt ontsloten via zoekmachines zoals Ilse, Ask Jeeves en AltaVista.
- Tegen het einde van het decennium ontstaat grote zorg over de millenniumbug. Gevreesd wordt dat op het moment van overgang naar het jaar 2000 de wereld min of meer tot stilstand zal komen. In de hele wereld worden voorzorgsmaatregelen genomen en uiteindelijk gaat alles goed.

Wetenschap
- Genetische manipulatie wordt weer een stuk tastbaarder bij de geboorte van stier Herman in Lelystad. Enige jaren later wordt voor het eerst een zoogdier gekloond: het schaap Dolly.
- De in april 1990 gelanceerde ruimtetelescoop Hubble, en andere astronomische satellieten, brengen veel onverwachte verschijnselen in het heelal aan het licht die een revolutie veroorzaken in de kosmologie. Zo blijkt o.a. het heelal steeds sneller uit te dijen: een zeer onverwacht resultaat van metingen aan de roodverschuiving van verre sterrenstelsels. Ook lijkt het erop dat de structuur van deze sterrenstelsels en de banen van de daarin aanwezige sterren en de versnellende uitdijing van de kosmos alleen maar te verklaren zijn door de introductie van een (tot nu toe) geheimzinnige donkere materie en donkere energie. Daarnaast leverde Hubble ook fantastisch mooie opnamen die het 'gewone' publiek erg aanspreken.

Lucht- en ruimtevaart
- De Nederlandse vliegtuigfabriek Fokker wordt overgenomen door het Duitse DASA, een dochteronderneming van Daimler-Benz. Vier jaar later moet het bedrijf sluiten, ondanks aanhoudend sterke vraag naar zijn producten.
- Rusland en de Verenigde Staten nemen het initiatief tot de bouw van het internationale ruimtestation ISS. Eind 1998 wordt de eerste module gelanceerd.

Economie en infrastructuur
- De overgang van Oost-Europa naar het kapitalisme opent voor de West-Europese industrie een lage lonen gebied op relatief kleine afstand en met een goed geschoolde arbeidersbevolking. Een keten van bedrijfsverplaatsingen komt op gang, in mindere mate ook naar het zich snel ontwikkelende Azië.
- Na het drama van de scheepsbouw steken de Nederlandse overheid en de banken geen vinger meer uit om industrieën te helpen. Zo raken onder andere Fokker, DAF en Hoogovens in buitenlandse handen. De Nederlandse kapitaalverschaffers investeren liever in Disneyland Parijs en in de Kanaaltunnel.
- Nederland besluit in 1992 tot de aanleg van de Betuweroute om goederen uit de haven van Rotterdam af te voeren naar het Ruhrgebied. In 1998 wordt met de aanleg begonnen.
- In het bedrijfsleven raakt het leasen van bedrijfsmiddelen als machines, telefooncentrales en auto's in zwang.
- De opkomst van internet en mobiele telefonie zijn mede de oorzaak van een sterk opbloeiende wereldeconomie en navenant stijgende beurskoersen met een absolute top rond de eeuwwisseling.
- Er komen nieuwe elektronische betaalsysteemen op de markt, zoals in 1995 het Belgische Proton, in 1996 de Nederlandse chipknip en de tegenhanger de Chipper, en in 1997 in Hongkong de Octopus card, die ook in het openbaar vervoer kan worden gebruikt.

Natuur en milieu
- De Golfoorlog veroorzaakt zware vervuiling: door de Irakese verwoesting van Kuweitse olieputten komt 10 miljoen m³ olie in de Grote Arabische Woestijn terecht en bedekt een gebied van 49 km², wat omvangrijke verontreiniging van de grond en het grondwater veroorzaakt.

- Het Plan Ooievaar (Nederland) en het Sigmaplan (België) beogen om het rivierengebied veiliger en aantrekkelijker te maken. De rivieren moeten bij hoogwater meer ruimte krijgen, en deze gebieden moeten geschikt zijn voor trek- en broedvogels en voor toeristen.
- In Rio de Janeiro, Brazilië wordt in juni 1992 de VN-conferentie inzake Milieu en Ontwikkeling gehouden, ook gekend als de Top van Rio, Rio-Conferentie of de Top van de Aarde.
- In Nederland en Vlaanderen worden de lange-afstandsfietsroutes ontwikkeld.

Sport
- De Schot Stephen Hendry is tussen 1990 en 1999 zevenmaal wereldkampioen snooker.
- Ajax komt onder coach Louis van Gaal tot nieuwe bloei met een elftal waarin prominent een aantal jongens van Surinaamse afkomst speelt. In 1995 wint de ploeg de Champions League.
- Zuid-Afrika keert na een jarenlange sportboycot terug in de internationale competities. In 1995 organiseert het land het wereldtoernooi rugby. De Springboks behalen de titel en worden gehuldigd door president Nelson Mandela, gehuld in het groene shirt van het team.
- Het Bosman-arrest van het Europees Gerechtshof heeft in het betaald voetbal verstrekkende gevolgen. De machtspositie van spelers ten opzichte van clubs wordt versterkt. Zo hoeven er minder transfersommen betaald te worden. Het aantal transfers en de salarissen stijgen daardoor fors. Daarnaast neemt bij veel clubs het aantal buitenlandse spelers toe, doordat het niet meer aan een maximum gebonden is.
- Pete Sampras bezit de absolute hegemonie in het tennis, en wint zevenmaal de titel in het enkelspel op Wimbledon, maar in 1996 verliest hij in de kwartfinale van Richard Krajicek die uiteindelijk het toernooi wint.
- De Nederlander Arie Luyendyk wint tweemaal de belangrijkste Indy Car-race, de Indianapolis 500, in 1990 en 1997.

Cultuur
- Theaterproducent Joop van den Ende koopt het Circustheater in Scheveningen voor de uitvoering van musicals. Na de aankoop is Les Miserables de eerste productie. In 1993 gaat The Phantom of the Opera van start. Vele musicals volgen.
- Populair in en buiten Engeland zijn de dagboeken van Bridget Jones, een jongevrouw die voortdurend strijd moet leveren met de normen die ze zichzelf stelt.

Popmuziek
- In de popmuziek in de jaren 90 heeft de digitale revolutie grote gevolgen in de vorm van dancemuziek. Als tegenhanger van deze elektronische muziek ontstaat er gelijktijdig de grunge aangevoerd door Nirvana. Ook maakte de punk een terugkeer aangevoerd door The Offspring, Green Day en Blink-182
- De gouden eeuw van de hiphop eindigt in 1993 als de negatieve krachten de muziekstijl overnemen. Straatgeweld genereert muziek en muziek genereert geweld. Na een eerste moordpoging op Tupac Shakur in 1994 wordt de hiphopper uiteindelijk twee jaar later op 13 september 1996 in Las Vegas vermoord. De East-Westcoast-oorlog woedt dan in alle hevigheid en bereikt een climax als Brooklyner Christopher Wallace - The Notorious B.I.G. - in Los Angeles op 9 maart 1997 wordt doodgeschoten.
- Het wereldsucces van de Lambada, gevolgd door de Zouk, geeft de Latijns-Amerikaanse muziek een boost. Vooral de Cubaanse Gloria Estefan profiteert daarvan. Een andere kraker uit Cuba komt van een stel muzikanten op leeftijd: de Buena Vista Social Club, geproduceerd door Ry Cooder.
- Het zijn de jaren van de boybands: Take That, The Backstreet Boys en The Vengaboys. En daarbij voegt zich een "girlband"die wereldwijd doorbreekt: The Spice Girls.

Innovatie
- De mobiele telefonie met GSM als standaard begint halverwege de jaren negentig aan een ongekende opmars. Tegen het jaar 2000 is het gsm-bezit algemeen verspreid.
- In veel scholen maakt het traditionele schoolbord plaats voor het whiteboard.
- De Deutsche Bundesbahn neemt een netwerk van Intercity-Expresstreinen in gebruik als Duitse variant van de TGV.

Jeugdcultuur
- Napster is het eerste peer 2 peer-netwerk en wordt razend populair bij jongeren. Men kan er muziekbestanden uitwisselen met anderen zonder betaling aan de rechthebbende muzikanten.
- Het "indrinken" op uitgaansavonden gebeurt in Spanje in de openlucht: de Botellón. In het Nederlandse klimaat doet met name op het platteland de drankkeet het goed. Regelmatig komt het tot comazuipen, zelfs door zeer jonge teeners.
- Het is enige tijd in zwang om op skeelers door het stadsverkeer naar school of kantoor te rijden.
- Razend populair is de Gameboy, de eerste handspelcomputer van Nintendo, die pas na vijf jaar serieuze concurrentie krijgt van de PlayStation van Sony.
- Ook Bungeejumpen komt uit het oosten en wel uit Nieuw-Zeeland. Jongeren springen gebonden aan een elastisch koord van grote hoogte waarna ze enige keren op en neer stuiteren.
- In Nederland wordt hardcore house en de daarbij behorende jongerencultuur populair.

Trends
- Karaoke komt overwaaien uit het oosten. Muziek waaruit de zangstem is gefilterd, zodat iemand anders bij de begeleidingsmuziek kan zingen. Dit gebeurt op feesten en in de horeca.
- De mountainbike wint terrein.
- De Tamagotchi, een eivormig elektronisch huisdiertje, wordt een rage maar krijgt concurrentie van Nintendo met Pokémon.
- In België en Nederland wordt de flippo voor het eerst geïntroduceerd in 1995, waarna er een ware rage ontstaat.
- In België is het sinds 1991 en in Nederland sinds 1992 wettelijk toegestaan om thuis als hobby bier te brouwen. Sindsdien zijn er talloze thuisbrouwers actief en worden brouwverenigingen opgericht waar men kennis en recepten uitwisselt.

Mode
- Onder scholieren zijn Nike sportschoenen een must, en alleen als je het goede type draagt met de juiste streepjes, hoor je bij de groep.
- Het Aussie trainingspak is de favoriete dracht van de gabbers.

Media
- In Vlaanderen is vanaf 1993 het typetje Xavier De Baere, de "professionele afscheidnemer", mateloos populair.
- De serie Familie Backeljau brengt de Vlaamse kijker van 1994 tot 1997 simpele, platvloerse en absurde humor. De familie is gebaseerd op een stereotiep volks gezin. Vrijwel alle personages in de reeks spreken plat Antwerps dialect.
- In Nederland begint in 1990 de soap serie Goede tijden, slechte tijden.

## Belangrijke personen internationaal
- George H.W. Bush
- Bill Clinton
- Michail Gorbatsjov
- Boris Jeltsin
- Jörg Haider
- John Major
- Tony Blair
- Helmut Kohl
- Gerhard Schröder
- Richard von Weizsäcker
- François Mitterrand
- Jacques Chirac
- Silvio Berlusconi
- Romano Prodi
- Yitzhak Shamir
- Yitzhak Rabin
- Shimon Peres
- Benjamin Netanyahu
- Lech Wałęsa
- Aleksander Kwaśniewski
- Ion Iliescu
- Narasimha Rao
- Atal Bihari Vajpayee
- Ryutaro Hashimoto
- John Howard
- Brian Mulroney
- Jean Chrétien
- Juvénal Habyarimana
- Frederik Willem de Klerk
- Nelson Mandela
- Václav Havel
- Jaber al-Ahmad al-Jaber al-Sabah
- Edoeard Sjevardnadze
- Alberto Fujimori
- Mahathir Mohammed
- Kim Il-sung
- Kim Jong-il
- Fidel Castro
- Hosni Moebarak
- Ali Khamenei
- Saddam Hoessein
- Slobodan Milošević
- Alija Izetbegovic
- Franjo Tuðman
- Radovan Karadžić
- Ratko Mladić
- Moammar al-Qadhafi
- Hafiz al-Assad
- Yasser Arafat
- Boutros Boutros-Ghali
- Kofi Annan
- Jacques Delors
- Al Gore
- James Baker
- Warren Christopher
- Madeleine Albright
- Colin Powell
- Norman Schwarzkopf jr.
- Paus Johannes Paulus II
- Bill Gates
- Michael Jordan
- Diana Spencer
- Jody Williams
- Steven Spielberg
- James Cameron

## Belangrijke personen in België
- Koning Boudewijn (gestorven in 1993)
- Koning Albert II
- Jean-Luc Dehaene: federaal premier (1992-1999)

## Belangrijke personen in Nederland
- Koningin Beatrix
- Ruud Lubbers
- Wim Kok
- Frits Bolkestein
- Hans van Mierlo
- Elco Brinkman
- Jaap de Hoop Scheffer
- Els Borst
- Paul Rosenmöller
- Jan Marijnissen
- Hans Dijkstal
- Gerrit Zalm
- Ad Melkert
- Jan Pronk
- Joris Voorhoeve
- Annemarie Jorritsma
- Tineke Netelenbos
- Frank de Grave
- Hans Wiegel
- Bert de Vries
- Ien Dales
- Enneüs Heerma
- Ed van Thijn
- Koos Andriessen
- Wim Deetman
- Ernst Hirsch Ballin
- Winnie Sorgdrager
- Bram Peper
- Willem Vermeend
- Hanja Maij-Weggen
- Klaas de Vries
- Loek Hermans
- Hedy d'Ancona
- Laurens Jan Brinkhorst
- Hans Alders
- Eveline Herfkens
- Roger van Boxtel
- Erica Terpstra
- Hans Hoogervorst
- Job Cohen
- Jacques Wallage
- Herman Tjeenk Willink
- Thom de Graaf
- Ina Brouwer
- Thijs Wöltgens
- Maarten van Traa
- Jeltje van Nieuwenhoven
- Hans Janmaat
- Marcel van Dam
- Sonja Barend
- Paul Witteman

<< · 1990 · 1991 · 1992 · 1993 · 1994 · 1995 · 1996 · 1997 · 1998 · 1999 · >>
<< · 1900-1909 · 1910-1919 · 1920-1929 · 1930-1939 · 1940-1949 · 1950-1959 · 1960-1969 · 1970-1979 · 1980-1989 · 1990-1999 · >>